# The Burden Bearer (film 1913 Johnson)
The Burden Bearer è un cortometraggio muto del 1913 interpretato e diretto da Arthur V. Johnson.

## Produzione
Il film fu prodotto dalla Lubin Manufacturing Company.

## Distribuzione
Distribuito dalla General Film Company, il film - un cortometraggio di una bobina - venne distribuito nelle sale USA il 4 aprile 1913.